# Liste des préfets de la Charente
Liste des préfets du département français de la Charente.

## Liste des préfets

### Consulat et Premier Empire (An VIII- 1815)
| Période         | Période         | Identité                           | Fonction précédente                        | Observation |
| --------------- | --------------- | ---------------------------------- | ------------------------------------------ | --- |
| 2 mars 1800     | 9 mars 1802     | Guillaume Joseph Norbert Delaistre | Commissaire central de la Seine-Inférieure | Devient membre du Tribunat                                                                                               |
| 9 mars 1802     | 23 mars 1805    | Félix Bonnaire                     | Préfet des Hautes-Alpes                    | Nommé préfecture d'Ille-et-Vilaine                                                                                       |
| 23 mars 1805    | 12 février 1810 | François Joseph Rudler             | Préfet du Finistère                        | Passe à la retraite |
| 12 février 1810 | 10 juin 1814    | François-Antoine Boissy d'Anglas   | Sous-préfet des Andelys                    | (1re période) Maître des requêtes au Conseil d'État (première Restauration) Réinstallé dans sa préfecture aux Cent-Jours |

### Première Restauration (1814-1815)
| Période      | Période      | Identité                              | Fonction précédente       | Observation                                                      |
| ------------ | ------------ | ------------------------------------- | ------------------------- | ---------------------------------------------------------------- |
| 10 juin 1814 | 22 mars 1815 | Fortunat Jean Marie de Milon de Mesne | Sous-préfet de Porrentruy | Passe à la préfecture des Hautes-Pyrénées (seconde Restauration) |

### Cent-Jours (1815)
| Période      | Période         | Identité                         | Fonction précédente                   | Observation                                                                                            |
| ------------ | --------------- | -------------------------------- | ------------------------------------- | --- |
| 22 mars 1815 | 6 avril 1815    | François-Antoine Boissy d'Anglas | Maître des requêtes au Conseil d'État | (2e période) Nommé préfet de la Charente-Inférieure (Cent-Jours) Pair de France (seconde Restauration) |
| 6 avril 1815 | 14 juillet 1815 | Jean-Pierre Duval                | préfet des Basses-Alpes               | |

### Seconde Restauration (1815-1830)
| Période          | Période          | Identité                            | Fonction précédente            | Observation                                              |
| ---------------- | ---------------- | ----------------------------------- | ------------------------------ | -------------------------------------------------------- |
| 14 juillet 1815  | 6 août 1817      | Auguste Creuzé de Lesser            | Membre du Corps législatif     | Nommé préfet de l'Hérault                                |
| 6 août 1817      | 25 avril 1820    | Alban de Villeneuve-Bargemon        | Préfet de Tarn-et-Garonne      | Nommé Préfet de la Meurthe                               |
| 25 avril 1820    | 19 juillet 1820  | Louis de Vaulchier du Deschaux      |                                | Nommé préfet de Saône-et-Loire ; puis élu député du Jura |
| 19 juillet 1820  | (non acceptant)  | François Charles Luce Didelot       | Préfet de l'Aude               | non-acceptant ; cesse ses fonctions de préfet de l'Aude  |
| 23 août 1820     | 27 juillet 1821  | Thomas Bluget de Valdenuit          | Sous-préfet de Châteaudun      | Nommé Préfet de la Lozère                                |
| 27 juillet 1821  | 2 janvier 1823   | Joseph Moreau                       | Préfet de la Lozère            |                                                          |
| 2 janvier 1823   | 3 mars 1828      | Armand Constant de Marnière de Guer | Préfet du Morbihan (1816-1818) | Passe à la retraite                                      |
| 3 mars 1828      | 12 novembre 1828 | Jean-Antoine d'Auberjon             | Préfet des Pyrénées-Orientales | Passe à la retraite                                      |
| 12 novembre 1828 | 14 octobre 1830  | Armand Jahan de Belleville          | Préfet des Hautes-Pyrénées     | Passe à la retraite                                      |

### Monarchie de Juillet (1830-1848)
| Période         | Période         | Identité                          | Fonction précédente        | Observation                    |
| --------------- | --------------- | --------------------------------- | -------------------------- | ------------------------------ |
| 14 octobre 1830 | 2 mars 1831     | Alexandre Victor Philippe Bohain  | Directeur du Figaro        | journaliste et entrepreneur    |
| 11 mars 1831    | 14 mai 1831     | Nicolas Charles Besson de Beauver | plusieurs fois sous-préfet |                                |
| 14 mai 1831     | 17 janvier 1842 | François Dominique Larréguy       | préfet de Vaucluse         | Nommé préfet de Maine-et-Loire |
| 17 janvier 1842 | 1er mars 1848   | Jean Galzain                      | Sous-préfet de Saumur      | Passe à la retraite            |

### Deuxième République (1848-1851)
| Période           | Période         | Identité                              | Fonction précédente                                       | Observation                                                                                         |
| ----------------- | --------------- | ------------------------------------- | --------------------------------------------------------- | --------------------------------------------------------------------------------------------------- |
| avant 2 mars 1848 | 23 avril 1848   | Jean Frédéric Garnier de La Boissière | Député de la Charente à la Chambre (1839-1842)            | Commissaire du gouvernement Élu représentant de la Charente à l'Assemblée constituante              |
| avant 2 mars 1848 | 23 avril 1848   | Léonide Babaud-Laribière              | avocat                                                    | (1re période)Commissaire du gouvernement Élu représentant de la Charente à l'Assemblée constituante |
| 18 juin 1848      | 31 octobre 1848 | René Pasquier                         |                                                           | Nommé préfet du Gers                                                                                |
| 31 octobre 1848   | 2 juillet 1853  | Philibert Rivière                     | membre du Conseil supérieur d'Administration de l'Algérie | Passe à la retraite                                                                                 |

### Second Empire (1851-1870)
| Période          | Période          | Identité                 | Fonction précédente    | Observation                                  |
| ---------------- | ---------------- | ------------------------ | ---------------------- | -------------------------------------------- |
| 1853             | 1856             | Charles-Joseph d'Andigné | Sous-préfet de Péronne | Nommé préfet du Lot                          |
| 26 novembre 1856 | 10 avril 1861    | Félix Chadenet           | préfet de la Meuse     | Nommé préfet de l'Yonne                      |
| 10 avril 1861    | 29 décembre 1866 | Hugues Michel            | préfet de l'Yonne      | Trésorier-payeur général des Alpes-Maritimes |
| 29 décembre 1866 | 5 septembre 1870 | Othon Péconnet           |                        | Élu député de la Charente                    |

### Troisième République (1870-1940)
| Période           | Période           | Identité                                  | Fonction précédente                                        | Observation                                                            |
| ----------------- | ----------------- | ----------------------------------------- | ---------------------------------------------------------- | ---------------------------------------------------------------------- |
| 5 septembre 1870  | 1er avril 1871    | Léonide Babaud-Laribière                  |                                                            | (2e période) Nommé Préfet des Pyrénées-Orientales                      |
| 1er avril 1871    | 25 janvier 1872   | Eugène Poubelle                           | professeur de droit à Toulouse                             | Nommé préfet de l'Isère                                                |
| 25 janvier 1872   | 26 mai 1873       | Victor de Langsdorff, baron               | préfet de la Corrèze                                       | écrivain, chasseur en Afrique                                          |
| 26 mai 1873       | 27 avril 1875     | Jean-Baptiste de Vaudichon des Tourailles | Sous-préfet du Havre                                       | Nommé préfet de la Mayenne                                             |
| 27 avril 1875     | 13 avril 1876     | Louis Peloux                              | Préfet de la Haute-Savoie                                  | Passe à la retraite                                                    |
| 13 avril 1876     | 5 janvier 1877    | Pierre Paul Gustave Pradelle              | Sous-préfet de Dôle                                        | Préfet du Cher                                                         |
| 5 janvier 1877    | mai 1877          | Pierre Brun                               | Maire de Blaye                                             | (1re période)                                                          |
| mai 1877          | décembre 1877     | Louis Delambre                            | Sous-préfet du Havre                                       | Passe à la retraite                                                    |
| décembre 1877     | 12 janvier 1880   | Pierre Brun                               |                                                            | (2e période). Nommé trésorier-payeur général de la Haute-Garonne       |
| 12 janvier 1880   | 17 novembre 1880  | Louis Fabre                               | Secrétaire-Général de la Haute-Garonne                     | Prend sa démission                                                     |
| 17 novembre 1880  | 27 mai 1882       | Georges Cleiftie                          | Sous-préfet d'Autun                                        | Nommé préfet des Côtes-du-Nord                                         |
| 27 mai 1882       | non installé      | Jean Marie Guy Georges du Chaylard        | Sous-préfet de Lisieux                                     | Nommé préfet de Constantine                                            |
| 13 juin 1882      | 28 novembre 1885  | Georges Rivaud                            | Préfet des Pyrénées-Orientales                             | Nommé préfet du Calvados                                               |
| 28 novembre 1885  | 5 mars 1887       | Gustave Constant Graux                    | préfet du Lot                                              | Nommé préfet du Doubs                                                  |
| 5 mars 1887       | 8 janvier 1890    | Arthur Christian                          | Inspecteur des services administratifs                     | Nommé préfet de la Somme                                               |
| 8 janvier 1890    | 29 septembre 1892 | Hippolyte Larroche                        | Sous-préfet du Havre                                       | Nommé Préfet d'Alger                                                   |
| 29 septembre 1892 | 22 avril 1893     | Édouard de Luzé                           | Sous-préfet de Saintes                                     | Nommé préfet de l'Yonne                                                |
| 22 avril 1893     | 7 août 1893       | Jean Auguste Gaston Joliet                | préfet de la Haute-Marne                                   | Démission. Sera (1898)préfet de la Vienne                              |
| 7 août 1893       | 14 octobre 1897   | Léopold Viguié                            | Chef de cabinet du préfet de police                        | Directeur de la sûreté générale                                        |
| 14 octobre 1897   | 9 septembre 1902  | André Regnault                            | Secrétaire-Général des Bouches-du-Rhône                    | Nommé préfet de la Charente-Inférieure                                 |
| 9 septembre 1902  | 21 février 1903   | Édouard Ferré                             | préfet des Landes                                          | mis en disponibilité. Mort en 1905                                     |
| 21 février 1903   | 14 février 1906   | Olivier Bascou                            | préfet des Basses-Alpes                                    | Nommé préfet de Maine-et-Loire                                         |
| 14 février 1906   | 8 décembre 1907   | Léon Pommeray                             | préfet du Gers                                             | Nommé préfet de la Vienne                                              |
| 8 décembre 1907   | 20 octobre 1911   | Alexandre Gélinet                         | préfet du Lot                                              | Nommé maître des requêtes au conseil d'État                            |
| 20 octobre 1911   | 7 juillet 1914    | Edmond Fabre                              | préfet du Tarn                                             | Nommé préfet de Maine-et-Loire                                         |
| 7 juillet 1914    | 22 janvier 1919   | Alfred Ducaud                             | préfet des Landes                                          | Nommé préfet d'Indre-et-Loire                                          |
| 22 janvier 1919   | 23 mai 1920       | André Liard                               | préfet des Landes                                          | Nommé Secrétaire général de la préfecture de police                    |
| 23 mai 1920       | 12 octobre 1922   | Roger Marie Félix Langeron                | Administrateur du Territoire de Belfort                    | Nommé préfet des Côtes-du-Nord                                         |
| 12 octobre 1922   | 11 octobre 1924   | Gaston Touzet                             | Sous-préfet d'Épernay                                      | préfet de l'Orne                                                       |
| 11 octobre 1924   | 22 janvier 1929   | Abel Maisonobe                            | préfet de la Corrèze                                       | Passe à la retraite                                                    |
|                   | 24 avril 1931     | Pierre Moitessier                         | Secrétaire Général de la Loire-Inférieure                  | Nommé préfet de l'Eure                                                 |
| 9 février 1929    | 11 mai 1934       | Jean Fagedet                              | préfet de la Lozère                                        | Passe à la retraite le 11 mai 1934, reste en fonction jusqu'au 28 juin |
| 19 mai 1934       | 19 octobre 1937   | Jean Cumenge                              | préfet des Hautes-Alpes                                    | préfet de Lot-et-Garonne                                               |
| 19 mai 1934       | non installé      | Camille Giraud                            | en service détaché auprès du ministre de la santé publique | maintenu en service détaché auprès du ministre de la santé publique    |
| 19 octobre 1937   | 6 août 1940       | Georges Malick                            | Préfet de Tarn-et-Garonne                                  | Nommé Préfet de la Charente-Inférieure                                 |

### Régime de Vichy sous l'Occupation (1940-1944)
| Période     | Période          | Identité        | Fonction précédente     | Observation                                     |
| ----------- | ---------------- | --------------- | ----------------------- | ----------------------------------------------- |
| 6 août 1940 | 5 août 1943      | Alfred Papinot  | Préfet de la Corrèze    | Nommé Préfet de l'Ain                           |
| 5 août 1943 | 17 novembre 1944 | Pierre Daguerre | Préfet délégué à Angers | Suspendu de ses fonctions à la fin de la guerre |

### GPRF et Quatrième République (1944-1958)
| Période          | Période         | Identité            | Fonction précédente                                     | Observation |
| ---------------- | --------------- | ------------------- | ------------------------------------------------------- | --- |
| 18 novembre 1944 | 7 décembre 1951 | Joseph Garnier      | Directeur des hôpitaux hospices de Poitiers (1939-1940) | (d'abord délégué, en mai 1945 définitif) détaché à la disposition du préfet de police en qualité de directeur de l'hygiène et de la santé publique |
| 7 décembre 1951  | 23 juillet 1956 | René-Pierre Coldefy | préfet de la Savoie                                     | Nommé préfet de la Vienne |
| 23 juillet 1956  | 5 février 1958  | Jean-Pierre Abeille | préfet de l'Aude                                        | Nommé préfet de Guadeloupe |

### Cinquième République (Depuis 1958)
| Période           | Période          | Identité                      | Fonction précédente | Observation                                                                                   |
| ----------------- | ---------------- | ----------------------------- | --- | --------------------------------------------------------------------------------------------- |
| 5 février 1958    | 8 septembre 1961 | Maurice Causeret              | À la disposition du préfet de police | Nommé préfet des Basses-Pyrénées                                                              |
| 8 septembre 1961  | 26 décembre 1964 | Jean Wolff                    | Préfet des Basses-Pyrénées | Passe à la retraite                                                                           |
| 26 décembre 1964  | 10 août 1972     | Michel Lamorlette             | Préfet de l'Aveyron | Nommé préfet hors cadre, retraité en 1974                                                     |
| 10 août 1972      | 1er avril 1974   | Marc Buchet                   | Préfet des Landes | Directeur central des Renseignements généraux                                                 |
| 1er avril 1974    | 9 septembre 1977 | José Bellec                   | Préfet des Ardennes | Nommé Directeur de l'Etablissement national des invalides de la Marine                        |
| 9 septembre 1977  | 7 août 1981      | Albert Lacolley               | Préfet de la Creuse | Nommé préfet des Côtes-du-Nord                                                                |
| 7 août 1981       | 6 janvier 1983   | Alain Ohrel                   | Préfet de la Mayenne | Nommé haut-commissaire de la République en Polynésie française                                |
| 6 janvier 1983    | 8 mars 1985      | Ivan Barbot                   | Secrétaire général de la Seine-Saint-Denis | Nommé préfet du Var                                                                           |
| 8 mars 1985       | 22 janvier 1987  | René Vial                     | | Nommé préfet de l'Aisne                                                                       |
| 24 janvier 1987   | septembre 1989   | Henri Hugues                  | Préfet de la Haute-Corse | Nommé préfet du Var                                                                           |
| 25 septembre 1989 | 13 février 1992  | Guy Dupuis                    | | Nommé préfet des Côtes-d'Armor                                                                |
| 13 février 1992   | 8 août 1994      | Daniel Cadoux                 | | Nommé préfet d'Indre-et-Loire                                                                 |
| 8 août 1994       | 16 décembre 1998 | Jacques Barthélemy            | Préfet des Landes | Nommé préfet des Côtes-d'Armor                                                                |
| 16 décembre 1998  | 8 novembre 2001  | Marie-Françoise Haye-Guillaud | Préfète du Cher | Nommée préfète des Côtes-d'Armor                                                              |
| 8 novembre 2001   | 9 juillet 2004   | Jacques Gérault               | Préfet délégué pour la sécurité et la défense auprès du préfet de la Gironde                                                                                                | Nommé préfet de l'Oise                                                                        |
| 9 juillet 2004    | 20 juillet 2005  | Hugues Bousiges               | Préfet de la Haute-Loire | Nommé directeur du cabinet de Nelly Olin (ministre de l'écologie et du développement durable) |
| 3 août 2005       | 18 juillet 2007  | Michel Bilaud                 | Préfet des Hautes-Pyrénées | Nommé préfet de la Haute-Savoie                                                               |
| 18 juillet 2007   | 24 juillet 2009  | François Burdeyron            | Préfet de la Nièvre | Nommé préfet de Vaucluse                                                                      |
| 24 juillet 2009   | 14 octobre 2011  | Jacques Millon                | Préfet de l'Indre | Nommé membre du Conseil supérieur de l'administration territoriale (ministère de l'Intérieur) |
| 14 octobre 2011   | 18 juillet 2013  | Danièle Polvé-Montmasson      | Préfète de l'Aveyron | Nommée préfète de la Manche                                                                   |
| 18 juillet 2013   | 9 juin 2016      | Salvador Perez                | Préfet de l'Ariège | Nommé membre du conseil supérieur de l’appui territorial et de l’évaluation                   |
| 9 juin 2016       | 6 juillet 2018   | Pierre N'Gahane               | Secrétaire général du Comité interministériel pour la prévention de la délinquance                                                                                          |                                                                                               |
| 6 juillet 2018    | 23 août 2020     | Marie Lajus                   | Préfète de l'Ariège | Nommée préfète d'Indre-et-Loire                                                               |
| 24 août 2020      | 22 août 2022     | Magali Debatte                | Préfète de la Creuse |                                                                                               |
| 23 août 2022      | 19 août 2024     | Martine Clavel                | Préfète des Hautes-Alpes | Nommée préfète évaluatrice au Conseil supérieur de l'appui territorial et de l'évaluation     |
| 19 août 2024      | -                | Jérôme Harnois                | Préfet délégué pour la sécurité et la sûreté des plates-formes aéroportuaires de Paris - Charles de Gaulle, du Bourget et de Paris-Orly auprès du Préfet de Police de Paris | -                                                                                             |

## Liste des sous-préfets

### Sous-préfets de Confolens
Le sous-préfet de Confolens faisait fonction de préfet pour la Charente non occupée.